# Montans
Montans is een gemeente in het Franse departement Tarn (regio Occitanie) en telt 1199 inwoners (2004). De plaats maakt deel uit van het arrondissement Albi.
In de Gallo-Romeinse periode was hier een groot productiecentrum van terra sigillata.

## Geografie
De oppervlakte van Montans bedraagt 32,4 km², de bevolkingsdichtheid is 37,0 inwoners per km².
De onderstaande kaart toont de ligging van Montans met de belangrijkste infrastructuur en aangrenzende gemeenten.

## Demografie
Onderstaande figuur toont het verloop van het inwonertal (bron: INSEE-tellingen).